# هاريسبورغ (نيويورك)
هاريسبورغ (بالإنجليزية: Harrisburg, New York)‏ هي بلدة أمريكية تقع في الولايات المتحدة في مقاطعة لويس، نيويورك. يقدر عدد سكانها بـ 437 نسمة ومساحتها 103.4 كم2 وترتفع عن سطح البحر 481 متر.